# Dassault Mirage F1
Dassault Mirage F1 – francuski jednomiejscowy myśliwiec przewagi powietrznej i samolot szturmowy zbudowany przez wytwórnię Dassault Aviation. Wyprodukowano ponad 720 maszyn tego typu.

## Historia
Na początku lat 60. XX wieku francuskie siły powietrzne (Armée de l’Air) ogłosiły konkurs na następcę samolotu Dassault Mirage III zbudowanego w konfiguracji delta, który miał pełnić zadania myśliwca przechwytującego albo taktycznego samolotu szturmowego, lub realizować oba te zadania. Wytwórnia Dassault Aviation zbudowała szereg prototypowych maszyn opartych konstrukcyjnie na samolocie Mirage III, z których jeden oznaczony jako Mirage G8 posiadał konfigurację górnopłatu o zmiennej geometrii skrzydeł.
Żadna z powyższych maszyn nie weszła jednak do produkcji seryjnej, a najbardziej obiecujący projekt G8 został uznany za zbyt drogi ze względu na skomplikowaną konstrukcję mechanizmu zmiennej geometrii skrzydeł.
Mimo to właśnie na podstawie Mirage’a G8 postanowiono zbudować nowy samolot. Nowa maszyna oznaczona najpierw jako Mirage IIIF2, a później krócej Mirage F2 bazowała na G8, ale była wyposażona w stałe skrzydła. Pierwszy lot maszyny odbył się 12 czerwca 1966 roku. Napęd stanowił amerykański dwuprzepływowy silnik odrzutowy Pratt & Whitney TF30 o ciągu 82,4 kN z dopalaniem. Maszyny seryjne były wyposażone w zmodyfikowaną przez SNECMA odmianę tych silników oznaczonych jako TF306, które posiadały większy ciąg 88,3 kN. W 1966 na samolocie tego typu przekroczono prędkość 2 Ma w locie poziomym.
Mirage F2 był odpowiednikiem opracowywanego w tym samym czasie brytyjskiego samolotu BAC TSR-2.
Korzystając tylko z własnych środków finansowych, wytwórnia Dassault Aviation opracowała dwie pomniejszone wersje samolotu Mirage F2. Pierwszy z nich, Mirage F3, miał być myśliwcem przechwytującym, a lżejszy Mirage F1 – samolotem wielozadaniowym. Zbudowano jeden prototyp samolotu Mirage F1, który został oblatany 23 grudnia 1966 roku, a już w styczniu 1967 roku przekroczył on prędkość 2 Ma.
W międzyczasie dowództwo Armée l’Air zdecydowało, że ze względu na szeroki wachlarz posiadanych samolotów szturmowych wprowadzenie kolejnego Mirage F2 nie jest celowe, wybierając zamiast niego myśliwiec przechwytujący. Chociaż Mirage F3 wydawał się idealnym kandydatem na taką maszynę, to wybrano samolot wersji Mirage F1 prawdopodobnie dlatego, że jako maszyna wielozadaniowa bardziej nadawał się na eksport. W lutym 1966 podjęto decyzję o zakupie 100 egzemplarzy Mirage F1. Ze względu na katastrofę prototypu 18 maja 1967 roku (zginął w niej René Ligand), nie zaprezentowano go na Air Show w Paryżu, który odbył się w maju, ale w żaden sposób nie opóźniło to programu rozwojowego maszyny i we wrześniu zamówiono pierwsze 3 samoloty serii informacyjnej.
Pierwsza z maszyn serii informacyjnej oznaczona jako Super Mirage F1 została oblatana 20 marca 1968 roku, druga 18 września 1969 roku, a trzecia 17 czerwca 1970 roku.
Pierwsze zamówienie na myśliwską wersję samolotu oznaczoną jako Mirage F1C (C od chasse – myśliwski) złożono w 1969 roku. Chociaż początkowo planowano, że będzie to maszyna typowo myśliwska, później zdecydowano o dodaniu możliwości ataku na cele naziemne.
Do służby weszły ostatecznie 162 maszyny F1C, z których 79 oznaczonych jako Mirage F1C-200 posiadała sondę do tankowania w powietrzu. Ponadto Armée de l'Air zamówiły w 1983 roku 64 samoloty w wersji rozpoznawczej Mirage F1CR i 20 dwumiejscowych maszyn szkolnych Mirage F1B (B od biplace – dwumiejscowy).

## Konstrukcja samolotu Mirage F1C
Mirage F1C był górnopłatem konstrukcji półskorupowej. Materiałem konstrukcyjnym było głównie duraluminium, a także w mniejszym stopniu stal i tytan. Jednostkę napędową stanowił silnik SNECMA Atar 09K50 o ciągu 49,03 kN i 70,21 kN z dopalaczem, będący wersją rozwojową używanego w bombowcu Dassault Mirage IV silnika Atar 09K. Jednostka ta była znacznie bardziej niezawodna i ekonomiczna niż wykorzystywany we wcześniejszych samolotach Mirage III i Mirage 5 silnik Atar 09C.
Wloty do silnika miały kształt litery D i zostały umieszczone po obu stronach kadłuba. We wlotach zainstalowano charakterystyczne ruchome półstożki wlotowe nazywane souris (fr. mysz), których zadaniem było regulowanie dopływu powietrza do silnika. Zbiorniki paliwa zabudowano wokół komory silnika.
Zamontowane do górnej części kadłuba skrzydła maszyny wyposażono w klapolotki i sloty, które znacznie podniosły zwrotność maszyny oraz pozwoliły skrócić jej rozbieg i dobieg. Wewnątrz płatów umieszczono zbiorniki paliwa. Usterzenie ogonowe klasyczne płytowe z podwójnymi płetwami stabilizującymi pod dolną częścią kadłuba.
Pod wlotami powietrza zainstalowano hamulce aerodynamiczne napędzane hydraulicznie, a pod statecznikiem pionowym umieszczono spadochron hamujący.
Podwozie główne samolotu posiadało dwa koła, które umożliwiały lądowanie Mirage F1C na lotniskach polowych.
Kabina pilota otwierała się do tyłu i była wyposażona w produkowany we Francji fotel wyrzucany Martin-Baker Mk 4, który umożliwiał ewakuację z samolotu z poziomu ziemi, ale przy prędkości postępowej nie mniejszej niż 167 km/h. Później fotel ten został wymieniony na nowocześniejszy Mk 6 z przyspieszaczem rakietowym, a później Mk 10. Widoczność z kabiny określono jako dostateczną we wszystkich kierunkach z wyjątkiem tylnej półsfery.

## Uzbrojenie

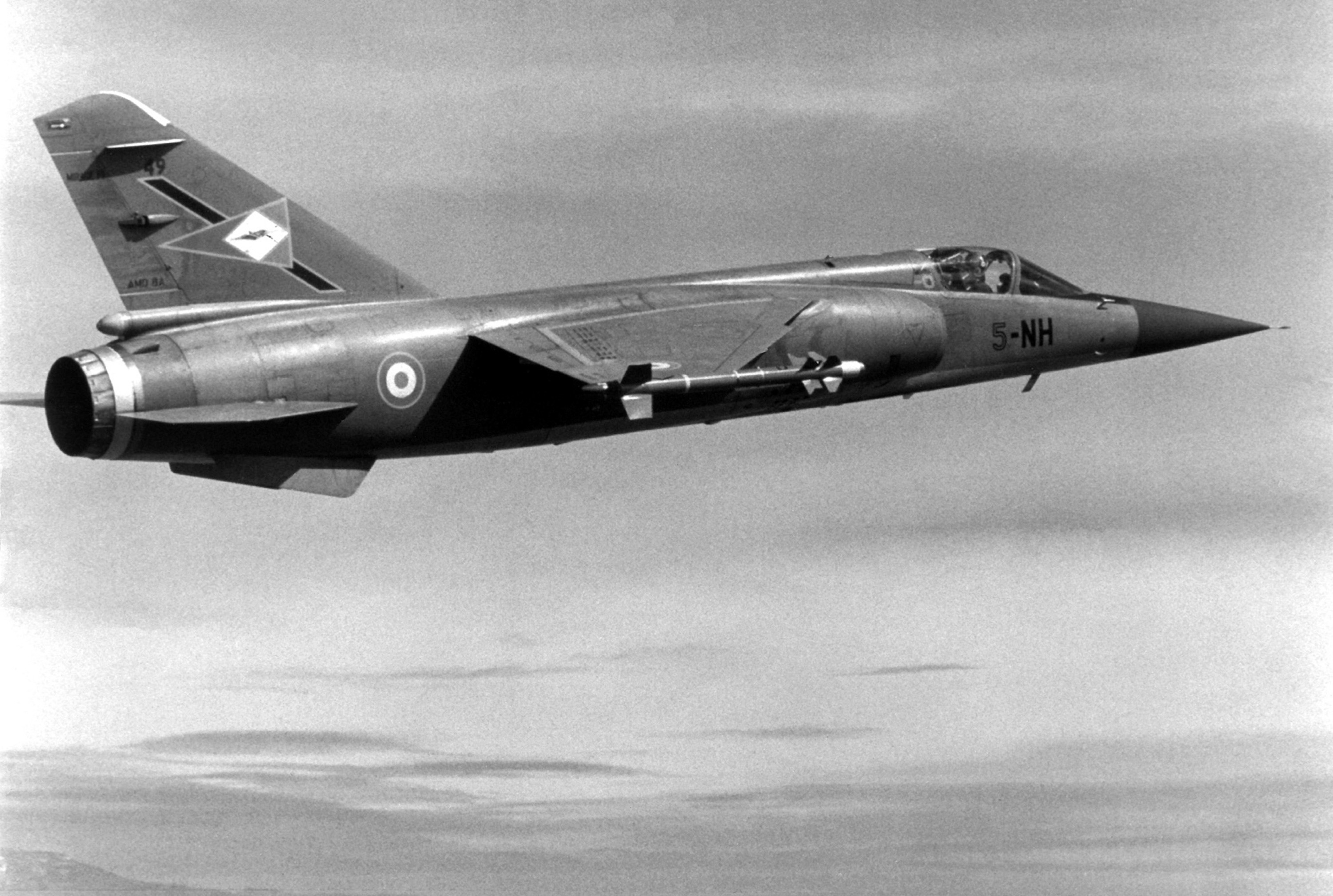
Mirage F1 francuskiej Armée de l’Air

Podstawowym uzbrojeniem strzeleckim Mireage'a F1C były dwa działka rewolwerowe DEFA kalibru 30 mm z zapasem amunicji po 135 sztuk. Centralnie pod kadłubem można było podwiesić 2100 kg ładunku, a na dwóch głównych uchwytach podskrzydłowych po 1300 kg. Wszystkie trzy uchwyty mogły być wykorzystane również do podwieszenia dodatkowych zbiorników paliwa. Dwa dodatkowe uchwyty pod zewnętrzną częścią płatów posiadały nośność 550 kg i były wykorzystywane przeważnie do przenoszenia środków przeciwdziałania elektronicznego. Kolejne dwa uchwyty o nośności 150 kg znajdowały się na końcach skrzydeł i były przeznaczone do przenoszenia pocisków rakietowych R550 Magic, a w wersjach eksportowych także pocisków AIM-9 Sidewinder. Całkowita liczba 7 uchwytów uzbrojenia mogła być jeszcze zwiększona poprzez instalację na węźle podkadłubowym i dwóch wewnętrznych węzłach podskrzydłowych wielopunktowych uchwytów uzbrojenia.
Maksymalny udźwig uzbrojenia wynosił 6300 kg, ale przeważnie montowano nie więcej niż 4000 kg.
Typowe konfiguracje uzbrojenia to:
- 1200 litrów paliwa na uchwytach podskrzydłowych lub centralnym podkadłubowym, lub 2200 litrów w zbiorniku pod kadłubem.
- 2 pociski Matra 550 Magic na końcach skrzydeł.
- 2 przeciwlotnicze pociski rakietowe dalekiego zasięgu, przeważnie Matra R530 lub Matra Super 530, zainstalowane na głównych uchwytach podskrzydłowych.
- różnego typu wyrzutnie niekierowanych pocisków rakietowych do ataków na cele naziemne takie jak SNEB kalibru 68 mm, konwencjonalnych bomb, bomb kasetowych BLG 66 Belouga, przeciwbetonowych BLU-107 Durandal. Do zwiększenia liczby podwieszanego uzbrojenia wykorzystywano uchwyt systemu CEM-1 z 18-prowadnicową wyrzutnią pocisków kalibru 68 mm i dwoma bombami Durandal lub sześcioma BAT 100.
- uzbrojenie kierowane takie jak pocisk przeciwradarowy AS-37 ARMAT, bomby i pociski naprowadzane laserem AS.30L Laser, które wymagały podświetlenia celu z zasobnika ALTIS.
- zasobniki do zadań rozpoznawczych takie jak RP-35P, który był zbiornikiem paliwa z zainstalowaną w jego przedniej części kamerą (od momentu wprowadzenia do służby samolotów w wersji Mirage F1CR wielozadaniowe F1C przenosiły zasobniki do zadań rozpoznawczych tylko w wyjątkowych sytuacjach).
- zasobnik do holowania celów powietrznych.

## Wersje samolotu Mirage F1

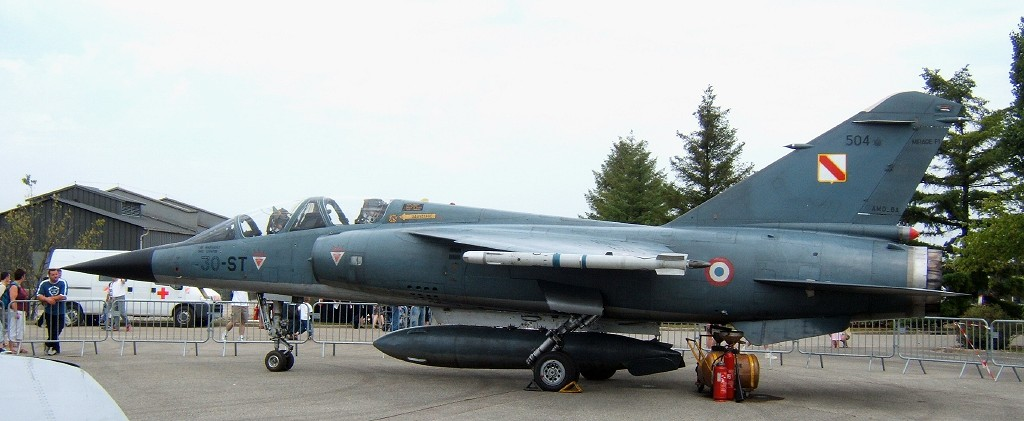
Szkolno-bojowy Mirage F1B

### Mirage F1B
Zamówiony przez francuskie siły powietrzne w liczbie 20 egzemplarzy dwumiejscowy samolot szkolno-bojowy. Maszyny te zostały dostarczone od października 1980 do marca 1983 roku. Dodatkową przestrzeń dla drugiego pilota uzyskano przedłużając kadłub o 30 mm, zmniejszając wewnętrzny zbiornik paliwa i likwidując zabudowane w kadłubie działka. Masa własna maszyny wzrosła o 200 kg głównie ze względu na zainstalowanie dwóch foteli wyrzucanych klasy zero-zero Martin-Baker Mk 10.
Maszyna ta nie utraciła zdolności bojowych, a brak działek zrekompensowano uzbrojeniem strzeleckim w zasobnikach podwieszanych.

### Mirage F1CR
Po rozpoczęciu produkcji seryjnej Mirage F1 przystąpiono do opracowania dedykowanej wersji rozpoznawczej dla Armée de l'Air. Znaczne koszty opracowania takiej maszyny początkowo postawiły pod znakiem zapytania celowość kontynuowania projektu, ale ze względu na wymagania klientów zagranicznych instalowania niektórych systemów rozpoznawczych nie tylko w zasobnikach podwieszanych, ale także w kadłubie maszyny prace kontynuowano. Ostatecznie 20 listopada 1981 roku oblatano samolot w wersji F1CR-200.
Mirage F1CR przenosił wewnątrz kadłuba i w zasobnikach podwieszanych szeroką gamę środków rozpoznawczych:
- SAT SCM2400 Super Cyclone, pracujący w podczerwieni system obserwacji zainstalowany w przestrzeni zajmowanej przez działka DEFA.
- Kamera panoramiczna Thomson-TRT 40 lub patrząca w dół kamera Thomson-TRT 33 zainstalowana w przedziale dziobowym.
- Radar Cyrano IVM-R z modułem odwzorowania terenu.
- Dodatkowe sensory elektroniczne i optyczne zainstalowane na uchwytach pod kadłubem i skrzydłami.

Łącznie Armée de l'Air zamówiły 64 egzemplarze samolotu Mirage F1CR, które wprowadzono do użycia w lipcu 1983 roku.

### Mirage F1CT
Taktyczny samolot szturmowy będący konwersją Mirage F1C-200. Pierwszy z dwóch przebudowanych samolotów został oblatany 3 maja 1991 roku, a następne 55 zaczęto przebudowywać od 1995 roku.
Program modernizacji samolotu do standardu Mirage F1CT polegał na unowocześnieniu awioniki maszyn F1C do poziomu F1CR:
- zastąpienie radaru Cyrano IV nowocześniejszym Cyrano IVM-R.
- systemy naprowadzające i nawigacyjne zostały unowocześnione i wzbogacone laserowym dalmierzem.
- zainstalowano fotele wyrzucane Martin-Baker Mk 10.
- zamontowano nowocześniejsze systemy ostrzegające przed opromieniowaniem wiązką radaru, dodano wyrzutniki pułapek termicznych i radiolokacyjnych oraz zabezpieczone systemy łączności radiowej.
- dodano możliwość przenoszenia nowych rodzajów uzbrojenia.

### Mirage F1AZ i Mirage F1CZ
Wersje samolotów przeznaczonych dla lotnictwa Republiki Południowej Afryki. Pierwsza z nich, Mirage F1AZ to dzienny samolot szturmowy, a druga F1CZ to wyposażony w radar myśliwiec. Pierwsze 2 z 48 zamówionych maszyn (32 egzemplarze F1AZ i 16 F1CZ) dostarczono do RPA 5 kwietnia 1975 roku w tajemnicy na pokładzie samolotu Lockheed C-130 Hercules, a dostawy pozostałych maszyn rozpoczęto w lipcu tego samego roku. Po raz pierwszy zaprezentowano je na Południowoafrykańskim Airshow, który odbył się również w 1975 roku, ale nie poinformowano opinii publicznej, że maszyny te osiągnęły pełną zdolność operacyjną.
Mirage F1AZ został opracowany wspólnie przez Dassault Aviation i lotnictwo południowoafrykańskie jako wyspecjalizowany samolot szturmowy przeznaczony do prowadzenia ataków amunicją niekierowaną, taką jak bomby i pociski rakietowe. Najważniejsze wyposażenie tej maszyny stanowił opracowany przez ARMSCOR celownik laserowy umożliwiający bardzo dokładne naprowadzanie amunicji niekierowanej. Pomimo wycofania Mirage'y ze służby w lotnictwie Republiki Południowej Afryki parametry systemu celowniczego nadal są tajne, ale na podstawie obserwacji można określić, że jego dokładność dla ataku bombami i pociskami niekierowanymi jest porównywalna z amerykańskim samolotem F-15 Eagle.

## Użytkownicy zagraniczni
Tak samo jak poprzednie samoloty firmy Dassault, Mirage III i Mirage 5, tak i F1 był doskonałym towarem eksportowym. Jego sprzedaż nie osiągnęła jednak równie dużej liczby jak poprzedników głównie dlatego, że zbyt szybko pojawił się Dassault Mirage 2000 charakteryzujący się znacznie lepszymi osiągami, przez co był on chętniej wybierany przez kontrahentów. Samoloty Mirage F1 były sprzedawane w wielu różnych odmianach poczynając od standardowych F1C i F1B, poprzez dzienny samolot myśliwsko-bombowy Mirage F1A i wielozadaniowy Mirage F1E.
- Ekwadorskie Siły Powietrzne – 16 egzemplarzy wielozadaniowych F1JA i 3 dwumiejscowe F1JE. Należące do Ekwadoru samoloty wersji F1JA były odmianą F1E. Dostawy maszyn rozpoczęto w 1978 roku, a zakończono w 1980 roku. W latach 80. i 90. zmodyfikowano je przy współpracy z Izraelem do przenoszenia izraelskiego uzbrojenia.
- Gabońskie Siły Powietrzne – od 6 do 8 Mirage F1AZ, odkupionych od South African Air Force, dla zastąpienia Dassault Mirage 5. Zaprezentowane publicznie w 2010 roku w czasie defilady z okazji 50-lecia niepodległości Gabonu[3].
- Greckie Siły Powietrzne – 40 egzemplarzy F1CG dostarczonych w latach 1975-1978. Maszyny zostały zakupione w pośpiechu ze względu na zagrożenie ze strony Turcji. W ramach kontraktu do Grecji trafiły maszyny początkowo przeznaczone dla lotnictwa francuskiego. Maszyny te przystosowano do przenoszenia pocisków AIM-9 Sidewinder zarówno na uchwytach na końcach płatów, jak i zewnętrznych uchwytach podskrzydłowych. Ostatnia maszyna tego typu została wycofana ze służby w 2003 roku.
- Hiszpańskie Siły Powietrzne – 45 egzemplarzy F1CE, 22 wielozadaniowe F1EE i 6 dwumiejscowych F1BE dostarczono w latach 1976-1983 w trzech turach. W lotnictwie hiszpańskim samoloty F1CA nosiły oznaczenie C-14A, F1EE oznaczenie C-14B, a F1BE symbol CE-14A. Uzbrojenie hiszpańskich Mirage'y stanowiły pociski Matra Magic, Matra Super 530 i Sidewinder. W latach 1994–1997 dokupiono 18 używanych samolotów z Francji i Kataru. Zmodernizowane do wersji F1M/F1BM wycofano w 2013 roku, zastąpiły je Eurofighter Typhoon.
- Irackie Siły Powietrzne – 93 egzemplarze wielozadaniowych maszyn F1EQ i 15 dwumiejscowych F1BQ dostarczono w latach 1980-1988. Maszyny te wzięły udział w wojnie iracko-irańskiej. Zamówiono więcej maszyn, jednak ze względu na brak funduszy pozostałych nie dostarczono. Późniejsze embargo wprowadzone po wojnie w Zatoce Perskiej w 1991 roku uniemożliwiło kontynuowanie dostaw. Maszyny te przenosiły głównie uzbrojenie produkcji francuskiej typu Matra Magic, Super 530, Exocet, itd., ale po zaprzestaniu dostaw w 1988 roku przystosowano je do przenoszenia podobnych pocisków produkcji radzieckiej.
- Siły Powietrzne Islamskiej Republiki Iranu – 24 ex-irackie Mirage F1 (17 F1EQ i 7 F1BQ), które ewakuowano do Iranu w 1991 roku, aby uniknąć zniszczenia. Irańczycy zachowali je jako rekompensatę za straty wojenne, z braku uzbrojenia wykorzystują je jedynie do zadań szkoleniowych, ostatni raz ich przelot zarejestrowano na paradzie w 2009 roku.
- Jordańskie Siły Powietrzne – 17 egzemplarzy F1CJ, 17 wielozadaniowych F1EJ i 2 dwumiejscowe F1BJ. Wszystkie maszyny zostały zakupione przez Arabię Saudyjską i dostarczone w latach 1981-1983.

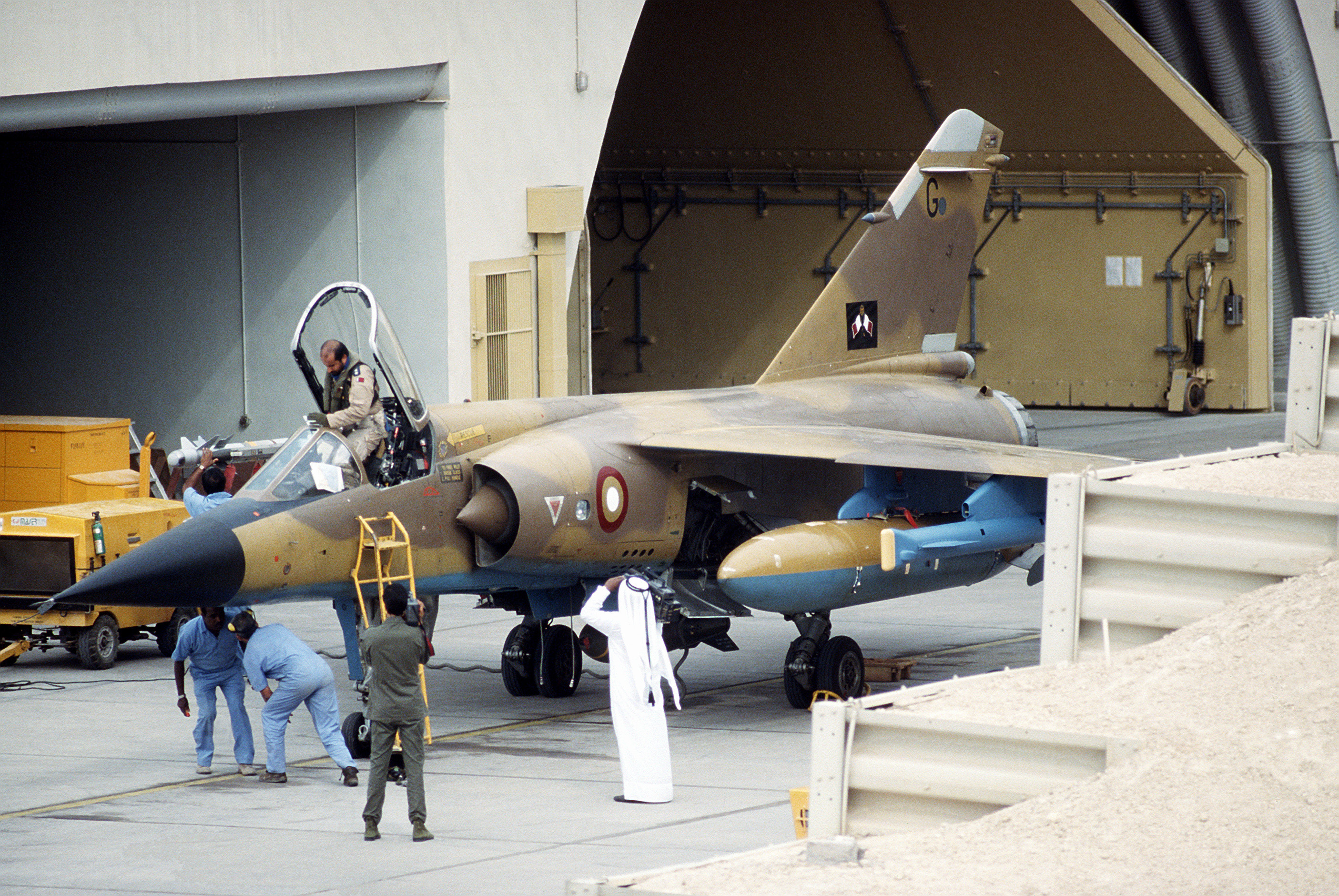
Mirage F1EDA Sił Powietrznych Kataru

- Katarskie Siły Powietrzne – 13 wielozadaniowych F1EDA i 2 dwumiejscowe F1DDA dostarczone w latach 80.
- Kuwejckie Siły Powietrzne – 27 egzemplarzy wielozadaniowych F1CK i 6 dwumiejscowych F1BK. Kuwejckie F1CK były oparte na bazie F1E i zastąpiły brytyjskie English Electric Lightning, które okazały się zbyt skomplikowane w obsłudze i nie do końca spełniały wymagania tamtejszego lotnictwa. Po wojnie w Zatoce Perskiej wszystkie należące do Kuwejtu Mirage F1 zostały zastąpione amerykańskimi McDonnell Douglas F/A-18 Hornet.
- Libijskie Siły Powietrzne – 16 myśliwców dziennych F1AD, 16 wielozadaniowych F1ED i 6 F1DD dwumiejscowych. Libia była jedynym poza RPA krajem, który zakupił dzienne myśliwce F1A. Wszystkie maszyny dostarczono w latach 1978-1979.
- Maroko – 30 egzemplarzy F1CH i 20 wielozadaniowych F1EH dostarczono w latach 1977-1980. Uzbrojenie stanowiły głównie pociski i bomby produkcji francuskiej, ale także opracowany w Maroku granatnik podwieszany oraz zasobnik do celów rozpoznawczych. Po 2005 roku 27 sztuk zmodernizowano do wersji MF2000.
- South African Air Force – 32 dzienne samoloty szturmowe F1AZ i 16 myśliwców F1CZ dostarczonych w latach 1974-1976. Uzbrojenie stanowiły głównie francuskie i izraelskie pociski rakietowe, a także opracowane w RPA pociski rakietowe klasy powietrze-powietrze Armscor Kukri V3 bardzo podobny do Matra Magic i jego unowocześniona odmiana Armscor Darter. RPA zakupiła licencję na budowę Mirage F1 oraz silników Atar 9K-50, ale nigdy nie wyprodukowano żadnego samolotu tego typu. Silniki produkowane w RPA były wykorzystywane jako części zamienne do posiadanych F1 i produkowanych pod nazwą Cheetah samolotów Mirage III.
- Stany Zjednoczone – 86 wycofanych ze służby francuskich Mirage F1 różnych wersji zakupiła amerykańska firma Airborne Tactical Advantage Company (ATAC), świadcząca usługi dla amerykańskich sił zbrojnych w zakresie szkolenia, w tym odgrywania roli agresorów i nauki naprowadzania lotnictwa[4]. Do stanu lotnego planowano przywrócić 63 samoloty, z których pierwszy wcielono do eksploatacji w 2019 roku[4]. 22 hiszpańskie F1 oraz partię samolotów jordańskich zakupiła firma Draken International, świadcząca analogiczne usługi, która zaczęła ich wykorzystywanie w 2020 roku[4].

## Użycie bojowe

### Czad
Pierwszą operacją bojową, w której wykorzystano samoloty Mirage F1 była Operacja Manta w Czadzie w 1983 roku. Wykorzystano w niej przeciwko wspieranym przez Libię rebeliantom po cztery maszyny Mirage F1C-200 i SEPECAT Jaguar, gdzie Mirage pełniły funkcję osłony powietrznej podczas gdy Jaguary wykonywały ataki na cele naziemne. Na początku stycznia 1984 roku jeden z Jaguarów został zestrzelony, a jeden Mirage uszkodzony.
Kolejna operacja w Czadzie miała miejsce dwa lata później w 1986 roku, gdzie wykorzystywano do 12 samolotów Mirage F1C-200 i dwa F1CR. Tak jak poprzednio zadaniem Mirage'y była osłona powietrzna atakujących cele naziemne Jaguarów, podczas gdy wersje rozpoznawcze F1CR przeprowadzały rekonesans przed i po ataku. W 1992 roku rebelianci obalili rząd Czadu, co zmusiło siły francuskie do wycofania się z kraju.
Wyposażona również w samoloty Mirage F1 Libia prowadziła wielokrotnie misje bojowe nad terytorium północnego Czadu, ale nigdy nie doszło do konfrontacji między libijskimi a francuskimi samolotami tego typu. W latach 80. kilkakrotnie dochodziło do spotkań w powietrzu libijskich Mirage F1 z amerykańskimi maszynami Grumman F-14 Tomcat, ale żadne walki powietrzne nie miały miejsca.

### Irak
Podczas wojny iracko-irańskiej intensywnie wykorzystywano samoloty Mirage F1EQ przeciwko irańskim McDonnell Douglas F-4 Phantom II i Northrop F-5E Tiger II zestrzeliwując łącznie 35 tych maszyn i trzy Grumman F-14 Tomcat, niedobór myśliwców eskortowych takich jak Mirage był przyczyną dużych strat poniesionych przez Irakijczyków we wczesnej fazie wojny. Straty własne Iraku wyniosły 7-15 Mirage'y F1EQ na rzecz F-14, ok. 16 F-1EQ w wyniku działań przeciwnika, głównie baterii MIM-23 Hawk oraz kilkanaście uszkodzonych, które odsyłano w celu naprawy do Francji na pokładzie irackich Ił-76, straty te przez cały okres wojny były uzupełniane przez nowe samoloty dostarczane z Francji, choć pod koniec konfliktu Francja zaprzestała dostaw w związku z zaprzestaniem przez Irak płatności.
Należące do Iraku samoloty były wykorzystywane głównie do ataków na cele naziemne i tankowce znajdujące się na wodach Zatoki Perskiej przy pomocy pocisków Exocet. Pociski te okazały się jednak zbyt słabe do niszczenia olbrzymich jednostek pływających, jakimi były tankowce, dlatego ich łupem padały głównie mniejsze jednostki.
W latach 1982–86 irackie Mirage wielokrotnie atakowały strategiczny irański terminal eksportu ropy na wyspie Chark, gdzie ścierały się z broniącymi go irańskimi F-14 Tomcat, w tych starciach Irakijczycy utracili 7 Mirage F1, uszkadzając rakietami R550 Magic dwa F-14, z których jeden nie zdołał wrócić do bazy.
17 maja 1987 roku pilot irackiego samolotu Mirage F1 ostrzelał przez pomyłkę pociskami Exocet amerykańską fregatę rakietową klasy Oliver Hazard Perry USS „Stark”, biorąc ją za irański tankowiec. Oba wystrzelone pociski trafiły w cel, ale tylko jeden eksplodował. Okręt amerykański został ciężko uszkodzony, ale nie zatonął i dotarł o własnych siłach najpierw do portu w Bahrajnie, a później do stoczni remontowej w Stanach Zjednoczonych. Podczas ataku życie straciło 37 żołnierzy amerykańskich.

### Kuwejt
W 1990 roku podczas irackiej inwazji na Kuwejt samoloty Mirage F1 były wykorzystywane przez obie strony konfliktu. Większość samolotów lotnictwa Kuwejtu została zniszczona na lotniskach, ale 15 ocalałych F1CK prowadziło operacje przeciwko wojskom irackim.
17 stycznia 1991 roku trzy irackie F1EQ zostały strącone wystrzelonymi z amerykańskich F-15 Eagle pociskami AIM-7 Sparrow, a kolejny uległ katastrofie przy próbie przechwycenia amerykańskiego EF-111A. Amerykańskie i saudyjskie F-15C zestrzeliły łącznie 8 Mirage F-1EQ, utrata kontroli na irackim niebem oraz niemoc w przeciwstawieniu się lotnictwu NATO skutkowała ewakuacją do Iranu 17 Mirage F-1EQ i 7 F-1BQ.
W ramach późniejszych działań zniszczono większość irackiego lotnictwa, w tym również samolotów Mirage F1.

### Ekwador

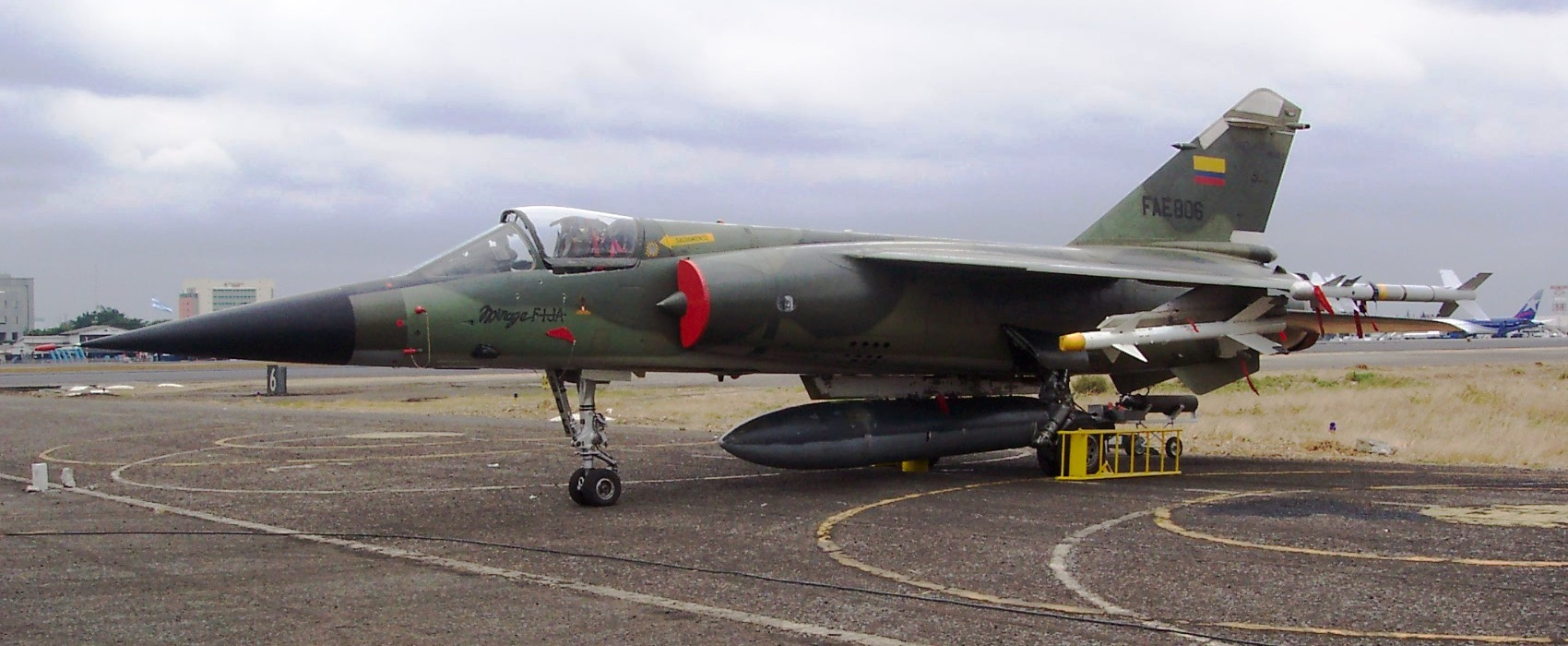
Mirage F1JA należący do Fuerza Aérea Ecuatoriana

Podczas konfliktu granicznego między Ekwadorem i Peru w 1981 roku wprowadzono samoloty Mirage F1 w ramach operacji wojskowych, ale nie zanotowano żadnych walk powietrznych z użyciem tych maszyn.
Podczas kolejnego konfliktu między Ekwadorem i Peru w 1995 roku, wykorzystywano samoloty Mirage F1 wraz z izraelskimi wielozadaniowymi maszynami IAI Kfir. 10 lutego 1995 roku granicę Ekwadoru naruszyło 5 maszyn peruwiańskich, które zostały zaatakowane przez dwa samoloty Mirage F1 pociskami Matra R550. Dwa peruwiańskie Su-22 zostały zestrzelone przez Mirage, a trzecia maszyna − A-37 Dragonfly przez samolot Kfir.

### Mali
Mirage F1CR Francji prowadziły rozpoznanie celów w walce z partyzantami m.in. Ansar Dine, Operacja Serval.